# 竹之塚站

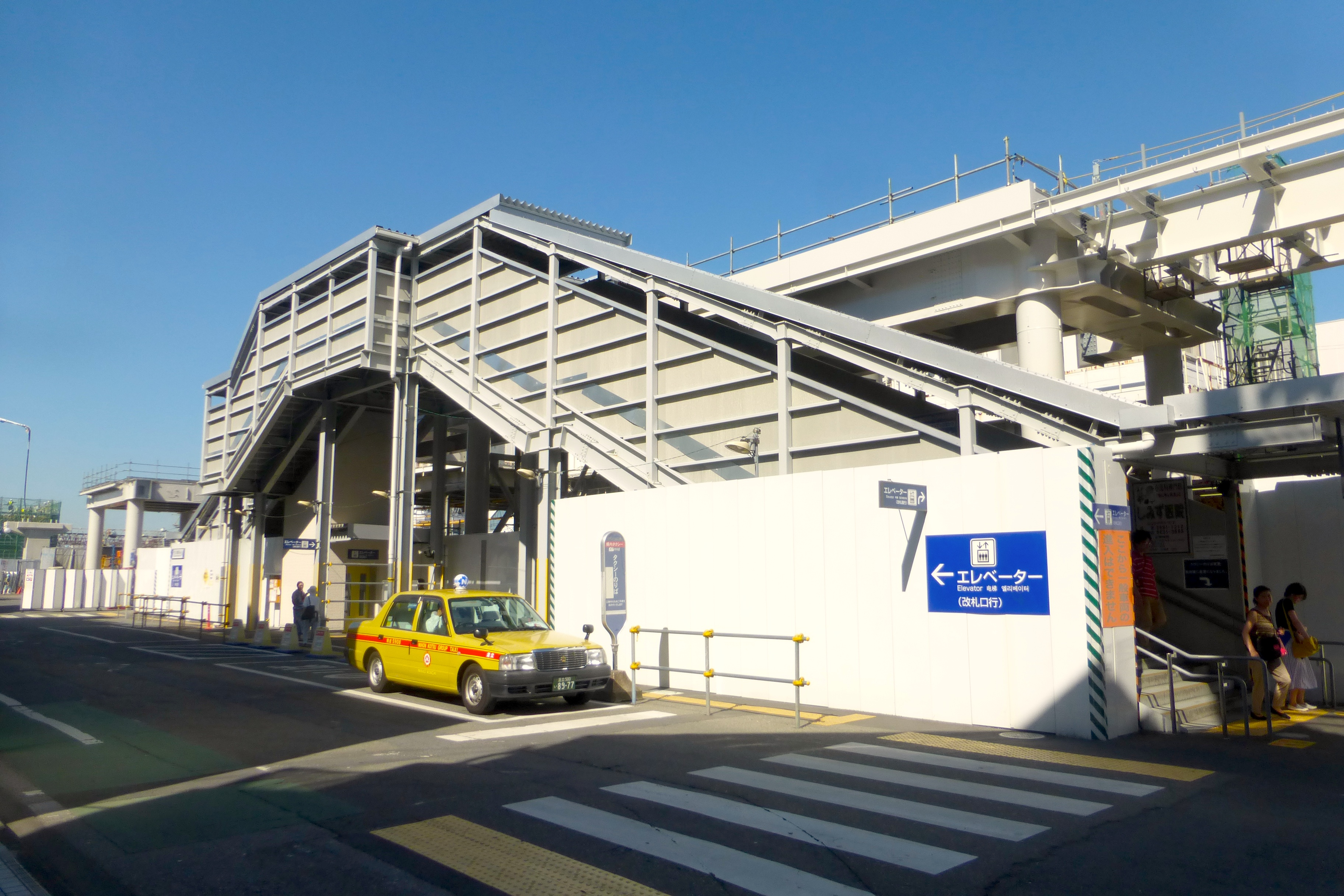
西口（2015年7月）

竹之塚站（日语：／ Takenotsuka eki */?）是日本東京都足立區竹之塚六丁目境內的東武鐵道伊勢崎線鐵路車站。位於「東武晴空塔線」的愛稱路段。車站編號是TS 14。

## 歷史
本站是在伊勢崎線開業約7個月後的1900年（明治33年）3月21日開業。開業當時屬伊興村，1932年併入東京市後成為東京市（之後的東京23區）最北的車站至2008年東京都交通局日暮里·舍人線見沼代親水公園站開業為止。
由於鄰村竹塚村在喚呼時的發音較好，因此成為本站站名。

### 交通立體化
過去本站前後有少數採用人為操作的手動式平交道。由於交通量大，是所謂的「打不開的平交道」。其中南側平交道（伊勢崎線第37號踏切道）稱作「大踏切」，北側（同第38號踏切道）稱作「小踏切」。
1974年（昭和49年），北千住站至本站進行複複線工程，在運行班次的增加之下，本站周邊平交道的遮斷時間也隨之增加。1987年（昭和62年）起，足立區為了消除平交道開始研究鐵路高架化。接著2001年（平成13年）成立「竹之塚站周邊地域道路、鐵道立體化檢討會」。雖然平交道都是位於足立區道上，但是當時特別區無法擔任事業主體實施交通立體化工程。
2005年（平成17年）3月15日，大踏切因遮斷機操作失誤造成2人死亡，2人受傷。同年4月6日起地方聯合會發起鐵道高架化連署運動，同年8月12日取得216,993人聯署。事故半年後的同年9月，兩平交道完成自動化。2005年度起，特別區可擔任事業主體實施交通立體化工程。
2015年（平成27年）3月1日，同個平交道發生汽車闖入平交道遭列車追撞，造成汽車駕駛死亡。2016年（平成28年）5月29日，行人闖入平交道自殺。
2006年（平成18年）3月9日，大踏切側設置跨線天橋。此時仍持續有人進行全天候監視。2006年（平成18年）至2008年（平成20年），本站進行無障礙工程。
足立區在2011年（平成23年）3月31日決定都市計畫，同年12月20日取得事業認可，2012年（平成24年）3月30日與東武鐵道締結施工協定。之後，同年11月4日舉行動工典禮。本次是首次以區為主體的交通立體化事業。立體化工程原先預計在2021年3月完成，但因需移除草加側建設高架橋時所使的鋼板，因此將完工時間延後至2022年3月。

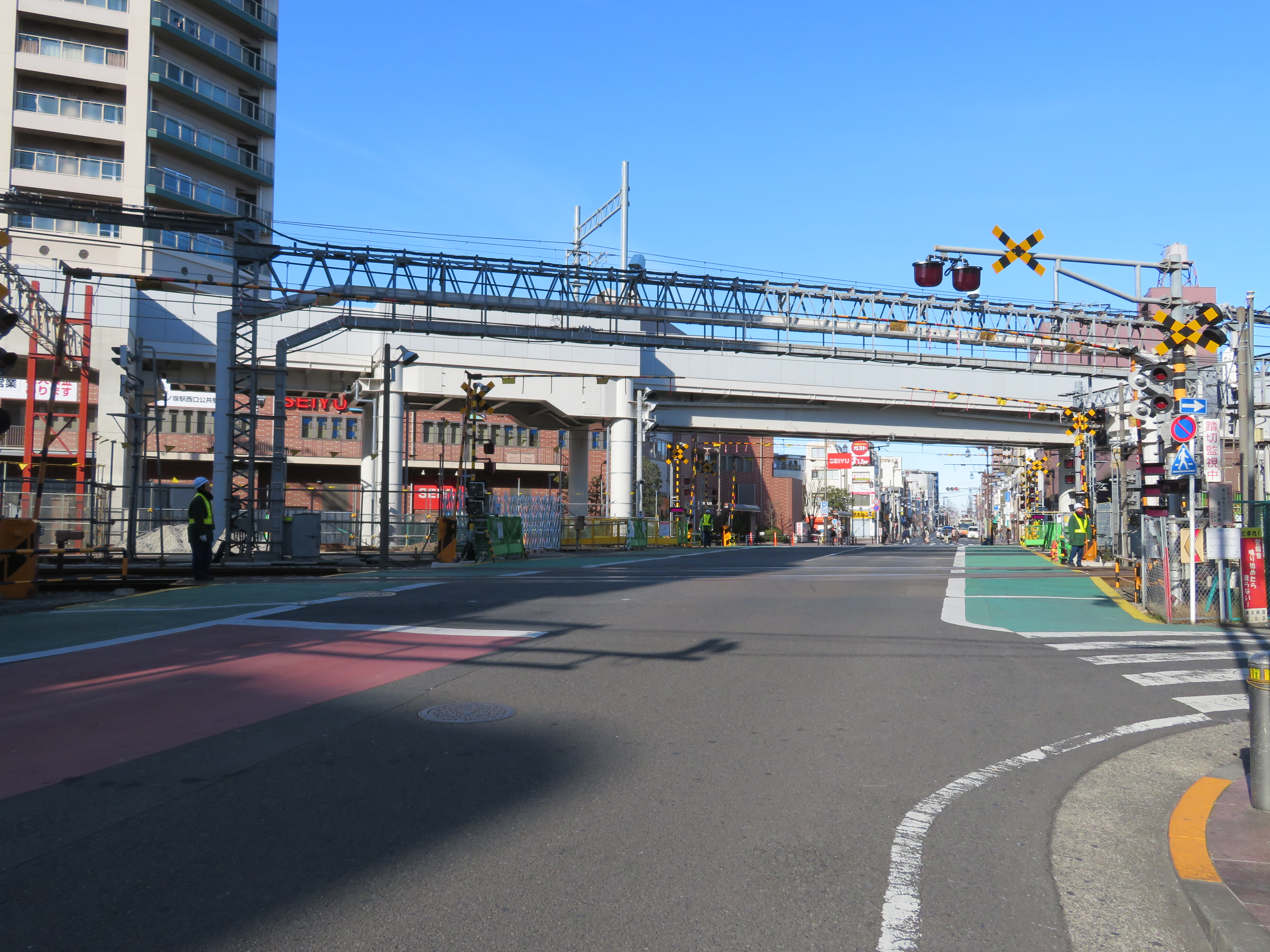
交通立體化進行中的南側平交道 （2018年1月7日）

### 年表
- 1900年（明治33年）3月21日：開業。
- 1962年（昭和37年）5月31日：開始與營團地下鐵日比谷線（現東京地下鐵日比谷線）相互直通運轉。
- 1968年（昭和43年）11月3日：竹之塚車站大樓開幕[10][11]。
- 1974年（昭和49年）7月2日：北千住站 - 本站間複複線化。
- 1988年（昭和63年）8月9日：本站 - 草加間複複線化。
- 2001年（平成13年）2月27日：西口設置一座電扶梯[10]。
- 2002年（平成14年）
  - 2月27日：付費區內設置電扶梯[10]。
  - 12月： 車站大樓內設置電扶梯[10]。
- 2003年（平成15年）
  - 5月26日：東口設置電梯[10]。
  - 5月29日：車站大樓以「竹之塚 T BOX」重新開幕[10]。車站大樓4樓 - 10樓的出租公寓拆除[10]。
- 2005年（平成17年）
  - 3月15日：16時50分左右，竹之塚站第37號平交道發生事故造成傷亡[12]。
  - 6月：第37號平交道的步道拓寬約0.7公尺，第38號平交道拓寬約0.4公尺。
  - 9月24日：西口設置電梯。第38號平交道自動化。
  - 9月29日：第37號平交道自動化。
- 2006年（平成18年）3月9日：第37號平交道附設電梯的跨線天橋啟用。
- 2008年（平成20年）12月27日：月台設置電梯。
- 2011年（平成23年）3月31日：交通立體化都市計畫通過[12]。
- 2012年（平成24年）：配合交通立體化，「竹之塚 T BOX」全店鋪結束營業。
- 2013年（平成25年）3月16日：改點，此日白天區間準急降格為各站停車，改從本站起訖（行駛區間為淺草－竹之塚）。\
- 2016年（平成28年）
  - 5月8日：下行急行線舉行鐵路步行活動[12][13]。
  - 5月29日：下行急行線高架化[12][5]。
  - 11月30日：臨時地下通道啟用[12][5]。
  - 12月14日：第38號平交道往北移動約15公尺，成為行人、自行車專用平交道[5]。
- 2017年（平成29年）
  - 8月26日：跨站式站房停止使用。
  - 8月27日：臨時地下剪票口與臨時月台啟用，下行緩行線切換至臨時下行緩行線[12][14][15]。
  - 10月：跨站式站房開始拆除[16]。
- 2018年（平成30年）
  - 9月22日：舊月台關閉。
  - 9月23日：上行緩行線切換至臨時上行緩行線[17]。
  - 10月：舊月台開始拆除[17]。
- 2019年（令和元年）6月29日：上行急行線將切換至臨時上行急行線。
- 2020年（令和2年）9月：預計上行急行線高架化[9]。
- 2022年（令和4年）
  - 3月20日：上下線轉高架並開始新站樓運營[18][19]。
  - 4月16日：正式啟用高架車站後月台門[20]。
- 2024年（令和6年）3月：計劃通過將上拉線轉換為高架結構來完成該項目[12]。

## 車站結構
本站是島式月台1面2線架空車站，過去曾是地面車站。原月台在現在的臨時月台東側。過去的跨站式站房也已在下行線原月台停止使用同日關閉。
西新井側有東京地下鐵日比谷線的車輛基地千住檢車區竹之塚分室（以下簡稱竹之塚分室）。本站的配線從東側起為上行急行線、上行緩行線、車站月台下行緩行線、高架線上的下行急行線4線。以前下行緩行線與下行急行線之間有前往竹之塚分室的切換線，但現在因高架化工程進行已被拆除，改從上行緩行線進入竹之塚分室。現在列車要前往竹之塚分室，須先進入車站北側的轉向線轉換方向進入上行緩行線，接著與下行緩行線平面交匯後前往竹之塚分室。另外，2016年5月28日以前的下行急行線一樣位於地面，因此入庫時也會與下行急行線平面交匯。
谷塚側的轉向線主要供本站折返的列車使用。該轉向線原先可容納四列車輛進入，但因高架化工程縮減至一列車輛。因此，東武在草加站北方增設了轉向線，將部分本站折返的列車回送至草加站轉向。由於本站是竹之塚分室最近車站，加上有轉向線，因有許多往來日比谷線、淺草方向的區間電車以本站為起訖點。
東口站房原先設有高層住宅，但之後改建成三層商業設施。現在因高架化工程已結束營業。
廁所過去設於跨站式站房的付費區內，現在設於月台上。
2010年（平成22年）12月10日，起，本站導入發車音樂（與谷塚站、草加站同日導入）。

### 月台配置
| 月台 | 路線         | 方向 | 目的地                                                   |
| ---- | ------------ | ---- | -------------------------------------------------------- |
| 1    | 東武晴空塔線 | 上行 | 西新井、北千住、東京晴空塔、淺草、 日比谷線 中目黑方向   |
| 2    | 東武晴空塔線 | 下行 | 草加、北越谷、北春日部、東武動物公園、 日光線 南栗橋方向 |

## 使用情況
2017年度1日平均上下車人次為73,186人。在伊勢崎線車站中次於北千住站、新越谷站、東京晴空塔站（包括押上站）、草加站、春日部站排行第6位。也是東武鐵道只停普通列車的車站當中最多人次上下車的一站。
近年1日平均上下、上車人次的推移如下表。
| 年度               | 1日平均 上下車人次 | 1日平均 上車人次 |
| ------------------ | ------------------ | ---------------- |
| 1974年（昭和49年） |                    | 41,773           |
| 1975年（昭和50年） |                    | 42,787           |
| 1976年（昭和51年） |                    | 45,422           |
| 1977年（昭和52年） |                    | 47,012           |
| 1978年（昭和53年） |                    | 47,549           |
| 1979年（昭和54年） |                    | 48,160           |
| 1980年（昭和55年） |                    | 48,745           |
| 1981年（昭和56年） |                    | 49,314           |
| 1982年（昭和57年） |                    | 49,523           |
| 1983年（昭和58年） |                    | 50,108           |
| 1984年（昭和59年） |                    | 50,310           |
| 1985年（昭和60年） |                    | 50,344           |
| 1986年（昭和61年） |                    | 50,951           |
| 1987年（昭和62年） |                    | 51,368           |
| 1988年（昭和63年） |                    | 52,569           |
| 1989年（平成元年） |                    | 52,691           |
| 1990年（平成02年） |                    | 52,669           |
| 1991年（平成03年） |                    | 52,931           |
| 1992年（平成04年） |                    | 52,576           |
| 1993年（平成05年） |                    | 51,556           |
| 1994年（平成06年） |                    | 50,013           |
| 1995年（平成07年） |                    | 49,091           |
| 1996年（平成08年） |                    | 47,636           |
| 1997年（平成09年） |                    | 46,233           |
| 1998年（平成10年） | 88,430             | 45,328           |
| 1999年（平成11年） | 85,963             | 44,022           |
| 2000年（平成12年） | 84,399             | 43,046           |
| 2001年（平成13年） | 82,913             | 42,505           |
| 2002年（平成14年） | 81,717             | 41,847           |
| 2003年（平成15年） | 81,556             | 41,745           |
| 2004年（平成16年） | 81,175             | 41,449           |
| 2005年（平成17年） | 80,968             | 41,361           |
| 2006年（平成18年） | 80,498             | 40,998           |
| 2007年（平成19年） | 82,167             | 41,727           |
| 2008年（平成20年） | 78,099             | 39,333           |
| 2009年（平成21年） | 75,393             | 37,921           |
| 2010年（平成22年） | 73,179             | 36,711           |
| 2011年（平成23年） | 71,580             | 35,759           |
| 2012年（平成24年） | 72,407             | 36,051           |
| 2013年（平成25年） | 72,677             | 36,207           |
| 2014年（平成26年） | 71,215             | 35,519           |
| 2015年（平成27年） | 72,473             | 36,134           |
| 2016年             | 72,287             |                  |
| 2017年             | 73,186             |                  |

## 車站周邊

### 東口
- 竹之塚團地
- 竹之塚地域學習中心
  - 足立區役所竹之塚區民事務所
  - 足立區立竹之塚圖書館（日语：足立区立竹の塚図書館）
  - 竹之塚地域學習中心
  - 足立區北部福祉事務所
- 足立竹之塚郵便局
- 足立北郵便局（日语：足立北郵便局）
- 群馬銀行足立支店
- 警視廳竹之塚警察署（日语：竹の塚警察署）
- 伊藤洋華堂竹之塚店
- 竹之塚汽車學校（日语：竹の塚モータースクール）（指定自動車教習所）

東口站前圓環在東武線各站中頗具規模。

### 西口
- 足立區役所伊興區民事務所
- 伊興町團地
- 足立西竹之塚郵便局
- 足立區立第十四中學校（日语：足立区立第十四中学校）
- 東京地下鐵竹之塚車輛基地（千住檢車區竹之塚分室（日语：千住検車区竹ノ塚分室））
- エミエルタワー竹之塚（日语：エミエルタワー竹の塚）
  - 西友竹之塚店
  - 竹之塚保健綜合中心

### 巴士路線
東口與西口都有巴士總站，可搭乘東武巴士中央與東京都交通局的路線巴士。

#### 東口
竹之塚站東口（東武）、竹之塚站前（都營）
| 乘車處 | 系統      | 主要行經地                         | 目的地               | 業者  | 營業所 | 備註               |
| ------ | --------- | ---------------------------------- | -------------------- | ----- | ------ | ------------------ |
| 1號    | 竹15      | 保木間仲通                         | 花畑團地             | ■東武 | 足立   | 深夜巴士           |
| 1號    | 竹15-2    | 保木間仲通、花畑五丁目             | 花畑團地             | ■東武 | 足立   |                    |
| 1號    | 竹16      | 林松寺                             | 花畑團地             | ■東武 | 足立   |                    |
| 1號    | 竹16-2    | 林松寺、花畑五丁目                 | 花畑團地             | ■東武 | 足立   |                    |
| 2號    | 綾22      | 車檢場、西六町                     | 青井六丁目           | ■東武 | 葛飾   | 僅週六日末班車     |
| 2號    | 綾24      | 車檢場、六町站、青井六丁目、加平橋 | 綾瀨站               | ■東武 | 葛飾   |                    |
| 2號    | 綾24      | 車檢場                             | 六町站               | ■東武 | 葛飾   |                    |
| 3號    | 竹13 竹14 | 中島根                             | 西新井站東口         | ■東武 | 草加   |                    |
| 3號    | 竹51      | 中島根                             | 西新井站東口         | ■東武 | 足立   | 小型車             |
| 3號    | 竹52      | 中島根                             | 足立區役所           | ■東武 | 足立   | 班次少             |
| 4號    | 竹13      | 仲保木間                           | 足立清掃工場（循環） | ■東武 | 草加   |                    |
| 4號    | 竹14      | 仲保木間、足立清掃工場             | 谷塚站               | ■東武 | 草加   |                    |
| 4號    | 竹14      | 仲保木間、足立清掃工場、谷塚站     | 花畑桑袋團地         | ■東武 | 草加   | 僅西新井站始發班次 |
| 5號    | 竹17      | 保木間一丁目、足立綜合運動中心     | 六町站               | ■東武 | 花畑   |                    |
| 5號    | 竹17      | 保木間一丁目                       | 足立綜合運動中心     | ■東武 | 花畑   |                    |
| 6號    | 北47      | 六月町、足立區役所                 | 北千住站 千住車庫    | ■都營 | 千住   |                    |
| 7號    | 北47      | 水神                               | 足立清掃工場         | ■都營 | 千住   |                    |

#### 西口
竹之塚站西口
因應竹之塚站高架化工程，2014年（平成26年）4月14日起巴士站移往赤山街道的平交道前（竹之塚保健綜合中心、西友竹之塚店前）。
| 乘車處 | 系統 | 主要行經地                               | 目的地                     | 業者  | 營業所 | 備註                   |
| ------ | ---- | ---------------------------------------- | -------------------------- | ----- | ------ | ---------------------- |
| 1號    | 竹01 | 入谷町、中鄉、舍人町                     | 入谷循環（入谷町方向）     | ■東武 | 足立   | 始發至13時前半         |
| 1號    | 竹01 | 舍人町、中鄉、入谷町                     | 入谷循環（舍人町方向）     | ■東武 | 足立   | 13時後半至末班車       |
| 1號    | 竹02 | 入谷町、舍人團地南、舍人町               | 入谷舍人循環（入谷町方向） | ■東武 | 足立   | 始發至13時前半         |
| 1號    | 竹02 | 舍人町、舍人團地南、入谷町               | 入谷舍人循環（舍人町方向） | ■東武 | 足立   | 13時後半至末班車       |
| 1號    | 竹03 | 舍人町                                   | 見沼代親水公園站           | ■東武 | 足立   |                        |
| 1號    | 竹07 | 舍人町、見沼代親水公園站                 | 江戶袋循環                 | ■東武 | 足立   | 班次少                 |
| 1號    | 竹08 | 入谷一丁目、舍人町                       | 放射11號循環               | ■東武 | 足立   | 僅週六日一班           |
| 2號    | 竹04 | 竹之塚車庫、柳島、新堀                   | 草加站西口                 | ■東武 | 足立   |                        |
| 2號    | 竹05 | 竹之塚車庫、柳島、新堀、後峰、安行原久保 | 安行循環（後峰方向）       | ■東武 | 足立   | 始發至13時             |
| 2號    | 竹05 | 竹之塚車庫、柳島、新堀、安行原久保、後峰 | 安行循環（安行北谷方向）   | ■東武 | 足立   | 14時至末班車           |
| 2號    | 竹05 | 竹之塚車庫、柳島、新堀、安行原久保       | 後峰                       | ■東武 | 足立   | 僅末班車時段           |
| 2號    | 竹09 | 待木醫院前                               | 竹之塚車庫                 | ■東武 | 足立   | 班次少                 |
| 2號    | 竹06 | 竹之塚車庫、柳島、新里、聖二之橋         | 新里循環（柳島方向）       | ■東武 | 足立   | 始發至13時             |
| 2號    | 竹06 | 聖二之橋、新里、柳島、竹之塚車庫         | 新里循環（新里方向）       | ■東武 | 足立   | 14時至末班車           |
| 2號    | 竹10 | 聖二之橋、新里、柳島                     | 竹之塚車庫                 | ■東武 | 足立   | 僅末班車時段，深夜巴士 |

## 站名寫法
本站所在地寫為「竹の塚」，不過實際上正確的站名為「竹ノ塚」。念法也非「たけのづか」（Takenozuka），而是「たけのつか」（Takenotsuka）。

## 相鄰車站
東武鐵道
 東武晴空塔線
■急行、■區間急行、■準急、■區間準急
通過
■普通
西新井（TS 13）－竹之塚（TS 14）－谷塚（TS 15）

## 外部連結
- 竹之塚（車站資訊） - 東武鐵道
- 東武鐵道 高架化工程的現狀 （页面存档备份，存于）（日語）